# Лафоллетт (Теннессі)
Лафоллетт (англ. LaFollette) — місто (англ. city) в США, в окрузі Кемпбелл штату Теннессі. Населення — 7430 осіб (2020).

## Географія
Лафоллетт розташований за координатами 36°22′19″ пн. ш. 84°7′31″ зх. д. / 36.37194° пн. ш. 84.12528° зх. д. (36.371890, -84.125320).  За даними Бюро перепису населення США в 2010 році місто мало площу 12,72 км², уся площа — суходіл.

## Демографія
Згідно з переписом 2010 року, у місті мешкало 7456 осіб у 3096 домогосподарствах у складі 1840 родин. Густота населення становила 586 осіб/км².  Було 3554 помешкання (279/км²).
Расовий склад населення:
| - 97,0 % — білих - 0,4 % — чорних або афроамериканців - 0,3 % — корінних американців - 0,2 % — азіатів |

До двох чи більше рас належало 1,7 %. Частка іспаномовних становила 1,5 % від усіх жителів.
За віковим діапазоном населення розподілялося таким чином: 22,1 % — особи молодші 18 років, 58,7 % — особи у віці 18—64 років, 19,2 % — особи у віці 65 років та старші. Медіана віку мешканця становила 41,1 року. На 100 осіб жіночої статі у місті припадало 85,5 чоловіків;  на 100 жінок у віці від 18 років та старших — 80,2 чоловіків також старших 18 років.
Середній дохід на одне домашнє господарство  становив 33 454 долари США (медіана — 25 330), а середній дохід на одну сім'ю — 43 894 долари (медіана — 38 232). Медіана доходів становила 37 206 доларів для чоловіків та 22 316 доларів для жінок. За межею бідності перебувало 31,9 % осіб, у тому числі 49,4 % дітей у віці до 18 років та 11,3 % осіб у віці 65 років та старших.
Цивільне працевлаштоване населення становило 2098 осіб. Основні галузі зайнятості: освіта, охорона здоров'я та соціальна допомога — 17,6 %, роздрібна торгівля — 17,3 %, виробництво — 14,9 %, мистецтво, розваги та відпочинок — 12,6 %.